# Ardenya (la Riera de Gaià)
Ardenya és un poble i entitat singular del municipi de la Riera de Gaià a la comarca del Tarragonès, situat a 40 m d’altitud, a la riba esquerra del Gaià, aigües amunt i a l'oest del cap del municipi. Actualment hi viuen 85 habitants (2020). S'hi accedeix per la carretera T-203 entre el Catllar i la Riera de Gaià. Es troba envoltat d’una horta regada amb aigua del riu i per camps d'avellaners als costers més alts.